# Белобородова, Нина Борисовна
Нина Борисовна Белобородова (26 мая 1931 — 11 мая 1995) — советская и российская актриса театра и кино.

## Биография
Нина Белобородова родилась 26 мая 1931 года. В 1954 году она окончила Высшее театральное училище им. Б. В. Щукина (курс А. А. Орочко). Играла в Центральном академическом театре Советской Армии.
Умерла 11 мая 1995 года, похоронена на Домодедовском кладбище.

## Работы в театре
- «Вишнёвый сад» (А. Чехов) — Дуняша
- «Барабанщица» А. Салынского — Зоя Парамонова
- «Господин Пунтила и его слуга Матти» Б. Брехта. Постановка Б. Ситко и С. Сапгира. — Фина
- «А зори здесь тихие…» — Лиза Бричкина

Выделялется её исполнение в постановке театром пьесы «Светлый май» Л. Зорина роли Тани Рожновой — сержанта, радистки, в этой роли «состоящей в двух крошечных сценах, зашифрована история, которая могла бы стать в прозе романом», и актриса справилась с ней так, что показала эту роль в другом свете, затмив главную героиню — даже для автора пьесы:

Роль Тани Рожновой была не главной в пьесе, но запомнилась она мне, быть может, ярче других, хотя в спектакле, отлично поставленном покойным Д. В. Тункелем, прекрасно проявили себя многие превосходные актеры. Думаю, что все дело было в той высшей степени достоверности, которую принесла с собой Нина Белобородова. Это была сама правда, сама жизнь.
Многое, что казалось мне в работе над пьесой главным, центральным, впоследствии отступило на второй план, а история несостоявшегося счастья демобилизованной девушки-сержанта вдруг предстала исполненной глубокого  значения и дала мне понять сердцем, а не умом, нелегкие пути человеческих судеб.
— автор пьесы Л. Зорин, журнал «Театр», 1968 год

## Фильмография
1. 1960 — Простая история — Вера, сестра Ваньки Лыкова
2. 1961 — А если это любовь? — Людмила Николаевна, классный руководитель
3. 1962 — Грешница — Валя
4. 1964 — Большая руда — медсестра
5. 1972 — Следствие ведут ЗнаТоКи. Несчастный случай — Катя, диспетчер (нет в титрах)
6. 1975 — Охотник за браконьерами — тётя Вера
7. 1978 — Следствие ведут ЗнаТоКи. «Букет» на приёме — доктор
8. 1978 — Эцитоны Бурчелли — домработница Дуня
9. 1978 — Кот в мешке — колхозница
10. 1981 — Следствие ведут ЗнаТоКи. Из жизни фруктов (2-я серия) — жена Старухина
11. 1982 — Несколько капель
12. 1985 — Несмотря на преклонный возраст — женщина с подарком — валенками
13. 1987 — Белые розы, розовые слоны — обвинительница
14. 1993 — Умирает душа
15. 1995 — Сретенка… Встречи